# Victoria and Albert Museum

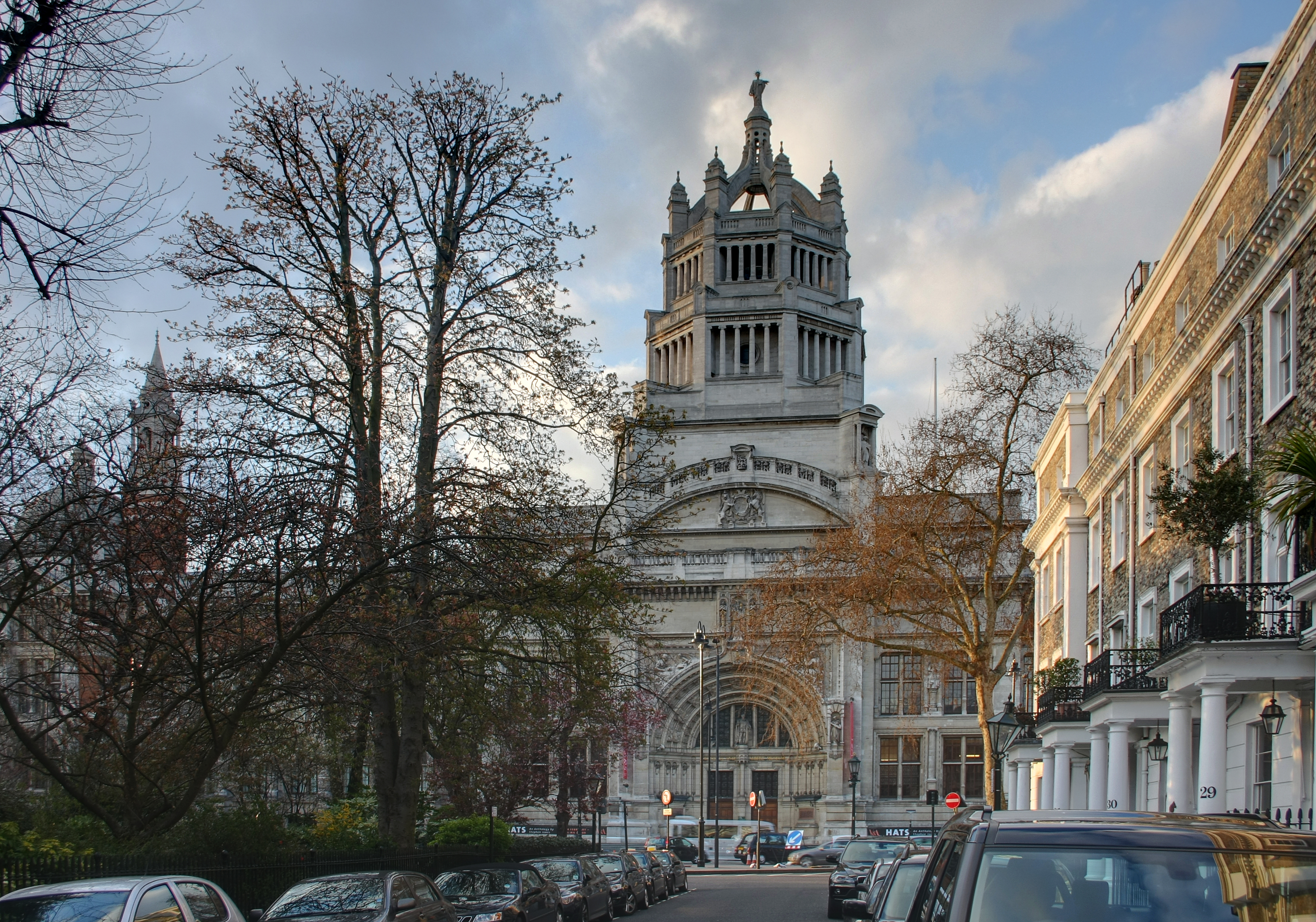
Museets framsida sedd från Thurloe Square.

Victoria and Albert Museum är ett museum för formgivning och dekorativ konst i  London. Det grundades 1852 som South Kensington Museum och ligger i distriktet Brompton i Royal Borough of Kensington and Chelsea i västra delen av Londons innerstad. 1899 gavs det namnet Victoria and Albert Museum efter drottning Viktoria I och hennes framlidne make prinsgemålen Albert.